# Ręka nad kołyską
Ręka nad kołyską (w Polsce znana także jako Kołysanka i Piastunka) – amerykański thriller z 1992 roku.

## Główne role
- Annabella Sciorra - Claire Bartel
- Rebecca De Mornay - Pani Mott/Peyton Flanders
- Matt McCoy - Michael Bartel
- Ernie Hudson - Solomon
- Julianne Moore - Marlene Craven
- Madeline Zima - Emma Bartel